# Кнорр, Иван
Иван Кнорр (нем. Iwan Knorr; 3 января 1853, Меве — 22 января 1916, Франкфурт-на-Майне) — немецкий композитор и историк-музыковед.
Кнорр провёл детство в России, куда его родители переехали в 1857 году. Учился в Лейпцигской консерватории у Игнаца Мошелеса, Эрнста Фридриха Рихтера и Карла Райнеке. С 1874 г. читал лекции о музыке, а с 1878 г. и по музыкальной теории в Харьковском музыкальном обществе. В 1883 г. вернулся в Германию и стал преподавать во Франкфурте-на-Майне в консерватории Хоха, с 1908 г. был её директором. Учениками Кнорра были Отто Клемперер, Эрнест Блох, Перси Грейнджер, Сирил Скотт, Владимир Сокальский, Роджер Килтер, Борис Гамбург и многие другие.
Пребывание на Украине отложило на творческое наследие Кнорра свой отпечаток: он написал «Украинские любовные песни» (нем. «Ukrainische Liebeslieder») для четырёх голосов с фортепианным сопровождением, двухактную оперу «Дуня» (поставлена в Кобленце в 1904 г.) и др. Кнорру также принадлежит биография П. И. Чайковского (Берлин, 1900). Кроме того, Кнорром были написаны учебники по гармонии и контрапункту, ряд других музыкальных сочинений и музыковедческих работ.